# حسين بن قبلان بن أمين الحرفوشي
الأمير حسين بن قبلان بن أمين الحرفوشي البعلبكي الخزاعي، من أمراء الحرافشة الذين تولوا الحكم في بعلبك وشرقي البقاع اللبناني وحكموا ما يقارب من ثلاثة قرون ونصف من العام 1497م حتى 1865م.

## أحواله
بعد رحيل المصريين تم تعيين خنجر الحرفوشي مكان حمد الحرفوشي، وذلك من العام 1840 إلى العام 1842 ميلادي، فنقم عليه جماعة من أولاد عمه الحرافشة فذهبوا إلى والي دمشق واستصدروا أمرا منه بتعيين حسين بن قبلان بن أمين الحرفوشي حاكما في بعلبك ولما كان حسين بن قبلان هذا صغيرا في السن فقد تم تعيين الأمير  سعدون الحرفوشي وصيا عليه حتى يكبر. ولكن سعدون توفي في العام 1843 ميلادي، فاستغلّ الأمير حمد الظرف وأعاد السيطرة على الحكم في بعلبك مجددا.

صودرت أملاكه حتى بيته السكني الخاص، إبان إلغاء السلطان حكم الحرافشة عام 1850، وتم نفيه مع أولاد عمه من الأمراء الحرافشة، حيث أقتيدوا إلى بيروت ومنها تم ترحيلهم على متن باخرة تركية مبحرة إلى القسطنطينية. ومن ذريته ولده أمين على اسم جده ومن أحفاده طورغود و جمال الدين، الذين إنقطعت أخبارهم وكان آخر من إتصل بهم أحمد بن محمد بن سلطان الحرفوش عندما كان في الأستانة، والذي روى عنهم أنه حتى المعاشات التي منحت لهم بدل الأملاك المضبوطة قد تم الغاؤها لاحقاً أيضاً. وبالتالي توزعت ذرية الأمير مصطفى الحرفوشي بين لبنان (ذرية موسى بن أحمد) ومصر (ذرية كل من حسين و محمد أولاد أحمد الحرفوش ) وكذلك تركيا ( ذرية الأمير أمين ) كما أسلفا.